# Europeiska unionens fördrag

Det franskspråkiga omslaget på den konsoliderade versionen av grundfördragen.

Europeiska unionens fördrag är en samling internationella fördrag mellan Europeiska unionens medlemsstater som utgör större delen av unionens konstitutionella grund, den så kallade primärrätten. Fördragen reglerar unionens institutioner och deras funktionssätt, befogenheter och politiska uppdrag. Genom fördragen har en unik rättsordning i internationell rätt – unionsrätten – upprättats, som delvis tar över nationell rätt, med en domstol, EU-domstolen som bevakar dess upprätthållande. I enlighet med principen om tilldelade befogenheter kan unionen endast handla inom ramen för de befogenheter som den har tilldelats genom fördragen, vilka dock medför att majoriteten av nationella beslut i EU-länderna härrör från EU. Nya fördrag kan endast antas efter godkännande och ratificering av varje medlemsstat i enlighet med deras respektive konstitutionella bestämmelser.
EU:s primärrätt innefattar fördraget om Europeiska unionen, fördraget om Europeiska unionens funktionssätt, fördraget om upprättandet av Europeiska atomenergigemenskapen, och Europeiska unionens stadga om de grundläggande rättigheterna. Därtill finns bindande protokoll och icke bindande förklaringar, samt anslutningsfördrag för nationerna, som också är av bindande karaktär . 
Grundfördragen har vid ett flertal tillfällen ändrats genom så kallade ändringsfördrag; det senaste ändringsfördraget var Lissabonfördraget, som trädde i kraft den 1 december 2009. Därutöver finns det anslutningsfördrag som reglerar medlemskapsvillkoren för de medlemsstater som har anslutit sig sedan det europeiska samarbetet grundades på 1950-talet.
Grundfördragen ligger till grund för EU:s löpande lagstiftning, sekundärrätten, med direktiv, förordningar och beslut, som alla måste baseras på artiklar i grundfördragen.

## Historia

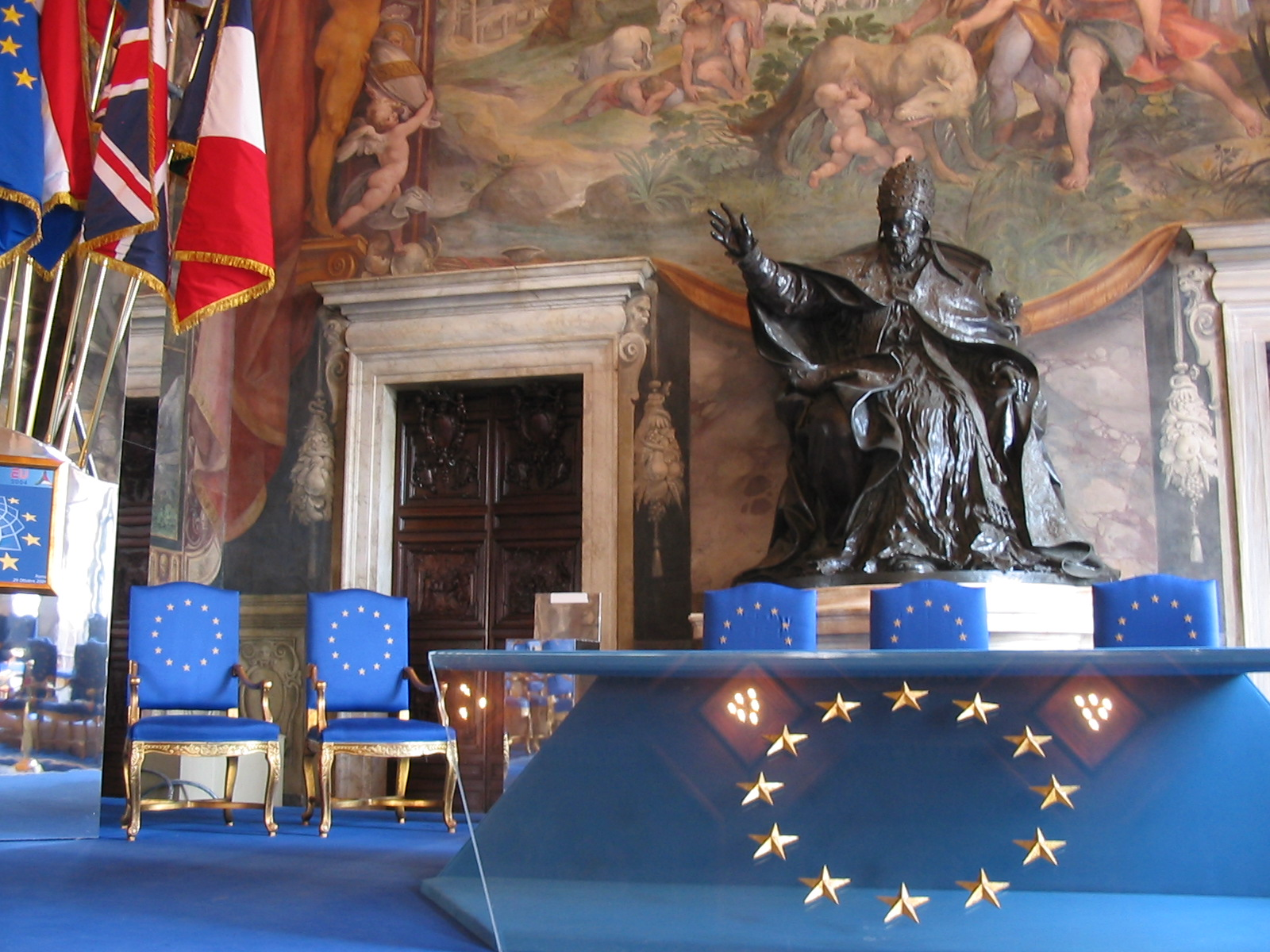
Platsen där Romfördragen signerades den 25 mars 1957.

Fördraget om upprättandet av Europeiska kol- och stålgemenskapen (EKSG-fördraget) var det första fördraget som antogs inom det europeiska samarbetet som idag är Europeiska unionen. Fördraget innebar upprättandet av den första överstatliga internationella organisationen, Europeiska kol- och stålgemenskapen, någonsin. Belgien, Frankrike, Italien, Luxemburg, Nederländerna och Västtyskland var de ursprungliga signatärstaterna. Den 23 juli 1952 trädde fördraget i kraft för en period av 50 år. Följaktligen upplöstes EKSG när fördraget upphörde att gälla den 23 juli 2002.
1957 signerades två nya grundfördrag, med syfte att utöka samarbetet till att omfatta även ekonomisk politik och kärnenergifrågor. Fördragen signerades i Rom och innebar att Europeiska ekonomiska gemenskapen (EEG) och Europeiska atomenergigemenskapen (Euratom) bildades.
Sedan dess har flera ändrings- och anslutningsfördrag förändrat unionens primärrätt. Det viktigaste fördraget sedan de tre fördragen på 1950-talet är fördraget om Europeiska unionen, som trädde i kraft den 1 november 1993. Därmed upprättades Europeiska unionen. Den senaste ändringen av grundfördragen gjordes med Lissabonfördraget, som trädde i kraft 2009. 

## Ändringar av fördragen

### Förfaranden för antagande av nya fördrag

#### Ordinarie ändringsförfarande

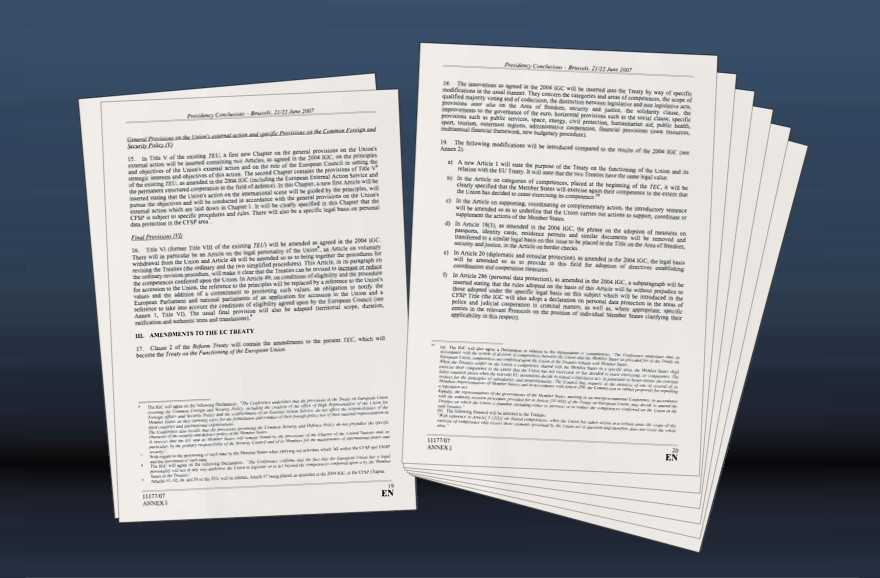
Mandatet för konferensen som utarbetade Lissabonfördraget.

Det ordinarie ändringsförfarandet inleds med att någon medlemsstats regering, Europaparlamentet eller Europeiska kommissionen lägger fram ett förslag som bland annat syftar till att ändra unionens befogenheter. Ett sådant förslag ska riktas till rådet, som ska översända det till Europeiska rådet och de nationella parlamenten. Om Europeiska rådet vill undersöka förslaget vidare, ska dess ordförande sammankalla ett konvent, som består av företrädare för såväl medlemsstaterna som unionens institutioner. Konventet ska utarbeta ett mandat för en regeringskonferens.
Om ändringarnas omfattning är begränsade, kan Europeiska rådet med Europaparlamentets godkännande besluta att inte sammankalla något konvent. I så fall ska istället Europeiska rådet fastställa mandatet för regeringskonferensen. Konferensen utarbetar fördragsändringarna, som måste godkännas av alla medlemsstater i enlighet med deras egna konstitutionella bestämmelser innan de kan träda i kraft.

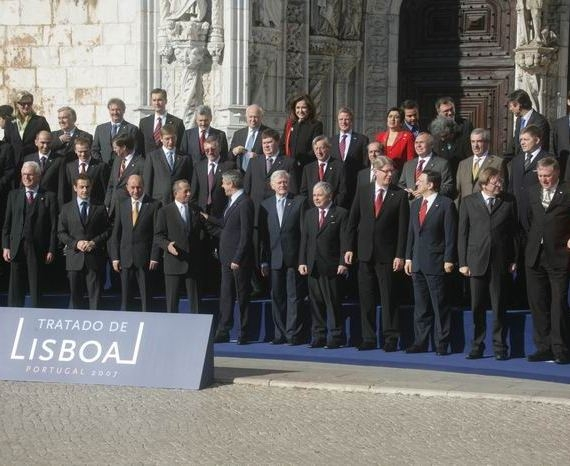
Europeiska rådet 2007 när Lissabonfördraget undertecknades.

Enligt ändringsförfarandena ska varje fördragsändring (som inte antas genom en ”passerell”) godkännas av medlemsstaterna i enlighet med deras konstitutionella bestämmelser. I alla medlemsstater innebär det att det nationella parlamentet först måste anta en ratificeringslag. Det innebär att nödvändiga ändringar görs i den nationella lagstiftningen samt att ratificeringen av fördraget bemyndigas. Den formella ratificeringen sker av medlemsstatens statschef eller, endast i Sveriges fall, av regeringen. Den nationella ratificeringen avslutas med att statschefen, det vill säga monarken eller presidenten, signerar ratificeringslagen och ratifikationsinstrumenten.
Efter godkännande ska ratifikationsinstrumenten transporteras till den medlemsstat vars regering är depositarie. För alla EU:s fördrag utom fördraget om upprättandet av Europeiska kol- och stålgemenskapen har Italiens regering varit depositarie. Först när instrumenten är deponerade i det italienska arkivet i Rom är ratificeringsprocessen formellt avslutad. Det nya fördraget kan träda i kraft först efter att alla medlemsstater har deponerat sina ratifikationsinstrument hos depositarien. Ett nytt fördrag träder normalt sett i kraft månaden efter att det sista ratifikationsinstrumentet deponerats.

#### Förenklat ändringsförfarande
Det förenklade ändringsförfarandet inleds på motsvarande sätt som det ordinarie, det vill säga genom ett förslag från någon medlemsstats regering, Europaparlamentet eller Europeiska kommissionen. Ändringarna får dock endast röra ”Europeiska unionens politik och inre åtgärder” för att kunna antas genom det förenklade ändringsförfarandet.
Europeiska rådet kan anta sådana fördragsändringar med enhällighet efter att ha konsulterat Europeiska kommissionen och Europaparlamentet samt Europeiska centralbanken i frågor som rör institutionella förändringar på det monetära området. Det krävs alltså varken något konvent eller någon regeringskonferens genom det förenklade ändringsförfarandet.
Däremot krävs, i likhet med det ordinarie ändringsförfarandet, att fördragsändringarna godkänns av alla medlemsstater i enlighet med deras konstitutionella bestämmelser innan de kan träda i kraft. Det förenklade ändringsförfarandet kan inte användas för att utöka unionens befogenheter.

### Övergångsklausuler (”passereller”)
Utöver de ordinarie och förenklade ändringsförfarandena finns även så kallade övergångsklausuler (”passereller”), som innebär att Europeiska rådet kan förenkla lagstiftningsförfarandet inom vissa politikområden för Europeiska unionens råd.
Inom områden där fördraget om Europeiska unionens funktionssätt föreskriver att rådet ska besluta med enhällighet och i frågor som rör ”bestämmelser om unionens yttre åtgärder och särskilda bestämmelser om den gemensamma utrikes- och säkerhetspolitiken”, kan Europeiska rådet med enhällighet, och efter Europaparlamentets godkännande, besluta att rådet istället ska besluta med kvalificerad majoritet. Detta gäller dock inte försvarspolitiska frågor. Europeiska rådet kan också besluta med enhällighet att rådet inom ett område där fördraget om Europeiska unionens funktionssätt föreskriver att beslut ska fattas med ett särskilt lagstiftningsförfarande, istället ska fattas med det ordinarie lagstiftningsförfarandet. Sådana ändringar som Europeiska rådet antar måste översändas till de nationella parlamenten. Om minst ett nationellt parlament invänder mot förändringarna inom sex månader, kan de inte träda i kraft. Även Europaparlamentets godkännande krävs.
Utöver de allmänna övergångsklausulerna finns det specifika övergångsklausuler för den fleråriga budgetramen och den gemensamma utrikes- och säkerhetspolitiken, som möjliggör för Europeiska rådet att med enhällighet använda sig av övergångsklausulerna utan att varken de nationella parlamenten eller Europaparlamentet kan blockera förändringen. I specifika fall som rör det civilrättsliga samarbetet inom familjerätten, fördjupade samarbeten inom områden som styrs av enhällighet eller av ett särskilt lagstiftningsförfarande, socialpolitik, samt miljörätt har dessutom Europeiska unionens råd möjlighet att med enhällighet, och efter att ha hört Europaparlamentet, ersätta enhällighet med kvalificerad majoritet eller ett särskilt lagstiftningsförfarande med det ordinarie lagstiftningsförfarandet. Med undantag för det civilrättsliga samarbetet kring familjerätt, kan rådet besluta utan att de nationella parlamenten kan blockera förändringen.

### Ändring av ett territoriums status
Utöver ovannämnda tre sätt finns det ytterligare ett ändringsförfarande som kan användas för att ändra statusen för ett danskt, franskt eller nederländskt territorium. Europeiska rådet kan, på initiativ av Danmark, Frankrike respektive Nederländerna, genom ett enhälligt beslut ändra statusen för ett sådant territorium mellan att vara ett yttersta randområde och ett utomeuropeiskt land eller territorium. Ett sådant beslut träder i kraft utan att det behöver ratificeras av medlemsstaterna.
| Rättslig grund                             | Beslut                                          | Antaget i        | Antaget den | Offentliggjort               | Trädde i kraft | Upphörde |
| ------------------------------------------ | ----------------------------------------------- | ---------------- | ----------- | ---------------------------- | -------------- | -------- |
| Ändring av ett franskt territoriums status | Saint-Barthélemys utträde ur Europeiska unionen | Bryssel, Belgien | 2010-10-29  | EUT L 325, 9.12.2010, s. 4-5 | 2012-01-01     | i kraft  |
| Ändring av ett franskt territoriums status | Utvidgning till Mayotte                         | Bryssel, Belgien | 2012-07-11  | EUT L 204, 31.7.2012, s. 131 | 2014-01-01     | i kraft  |

## Olika typer av fördrag

### Grundfördragen

De sex stater som ursprungligen ratificerade EKSG-fördraget.

Grundfördragen utgör Europeiska unionens rättsliga grund och reglerar unionens principer, befogenheter och funktioner. EU:s två grundfördrag är fördraget om Europeiska unionen (EU-fördraget) och fördraget om Europeiska unionens funktionssätt (EUF-fördraget). Därutöver räknas också fördraget om upprättandet av Europeiska atomenergigemenskapen (Euratom-fördraget) in som ett av unionens grundfördrag, även om Europeiska atomenergigemenskapen är ett samarbete utanför unionens ramar. Med Lissabonfördraget tillkom Europeiska unionens stadga om de grundläggande rättigheterna.
EU-fördraget innehåller bestämmelser om unionens principer, mål och institutioner. I fördraget återfinns också bestämmelser om fördjupade samarbeten och den gemensamma utrikes- och säkerhetspolitiken. Dessutom föreskriver EU-fördraget vilka medlemsstaterna är, hur de ordinarie och förenklade ändringsförfarandena av fördragen ser ut, att unionen är en juridisk person, att samarbetet står öppet för andra europeiska stater att ansluta och att varje medlemsstat har rätt att utträda. EUF-fördraget innehåller bestämmelser om unionens befogenheter, politik, inre och yttre åtgärder, utomeuropeiska länder och territorier samt institutionella och finansiella bestämmelser.
Mellan den 23 juli 1952 och den 23 juli 2002 existerade även fördraget om upprättandet av Europeiska kol- och stålgemenskapen (EKSG-fördraget). Det var det första fördraget som ingicks i det europeiska samarbetet men slöts på en begränsad period om femtio år.

### Ändringsfördragen
Ändringsfördragen omfattar de fördrag som antagits inom unionen för att i efterhand ändra grundfördragen. Detta har skett för att utveckla samarbetet i takt med att nya frågor har aktualiserats och för att fördjupa den europeiska integrationen.
Denna grupp av fördrag inkluderar fusionsfördraget, europeiska enhetsakten, Amsterdamfördraget, Nicefördraget och Lissabonfördraget.
Ändringsfördragen har inneburit en rationalisering och konsolidering av samarbetet, främst genom ökad överstatlighet i form av kvalificerad majoritet istället för enhällighet och genom förenklade bestämmelser om institutionerna. Fördragen har också inneburit att unionens befogenheter har utökats till att omfatta helt nya politikområden. Genom Lissabonfördraget introducerades unionens befogenhetskatalog, som tydligt fastslår vilka unionens befogenheter är och att varje befogenhet som inte givits unionen tillhör medlemsstaterna.

### Anslutningsfördragen
För varje ny medlemsstat som ansluter sig till Europeiska unionen upprättas ett anslutningsfördrag. Ett sådant fördrag föreskriver alla bestämmelser som reglerar anslutningen, vilket inkluderar förpliktelser för den anslutande staten. Anslutningsfördragen innebär också att justeringar genomförs i grundfördragen för att anpassa dem till utvidgningen.
Sedan grundandet av det europeiska samarbetet 1952 har totalt sju utvidgningar ägt rum. 1973 anslöt sig Danmark, Irland och Storbritannien, 1981 Grekland, 1986 Portugal och Spanien, 1995 Finland, Sverige och Österrike, 2004 Cypern, Estland, Lettland, Litauen, Malta, Polen, Slovakien, Slovenien, Tjeckien och Ungern, 2007 Bulgarien och Rumänien samt 2013 Kroatien.
Anslutningsfördragen har samma rättsliga värde som grundfördragen och ändringsfördragen. Den juridiskt gällande versionen består av alla fördrag tillsammans, men för att få bättre översikt över de gällande grundfördragen finns det konsoliderade versioner. Om Europeiska konstitutionen hade trätt i kraft, skulle alla ändrings- och anslutningsfördrag ha ersatts av konstitutionen.

### Rättighetsstadgan
Europeiska unionens stadga om de grundläggande rättigheterna antogs som juridiskt likvärdig med övriga grundfördrag i samband med Lissabonfördraget.  Den ger EU-domstolen rätt att driva mänskliga rättigheter med samma eller större tyngd än Europadomstolen, utifrån en rättighetskatalog, som är i stort likvärdig med Europadomstolens.

### Protokoll och förklaringar
Till varje fördrag som antas inom unionen finns ett eller flera protokoll fogade. Ett protokoll är ett tillägg till fördragen som reglerar detaljerade bestämmelser inom ett specifikt område, till exempel undantag rörande unionsrättens territoriella tillämpningsområde, lokaliseringen av institutionernas säten eller stadgan för Europeiska investeringsbanken.
Till vissa fördrag finns även bilagor fogade med förteckningar över någonting. Protokollen och bilagorna utgör en integrerad del av fördragen och åtnjuter samma rättsliga värde.
Utöver protokollen finns även förklaringar fogade till fördragen. En förklaring kan vara fogad på begäran av enskilda medlemsstater, samtliga medlemsstater eller någon annan part som är inblandad i fördragsslutningen. Förklaringarna utgör inte en integrerad del av fördragen, och är i enlighet med traktaträtten inte juridiskt bindande.

## Ratificerade fördrag
| Fördrag | Innebörd | Undertecknat i                           | Undertecknat den      | Trädde i kraft | Upphörde   |
| --- | --- | ---------------------------------------- | --------------------- | -------------- | ---------- |
| Fördraget om upprättandet av Europeiska kol- och stålgemenskapen                                                                                      | Upprättade Europeiska kol- och stålgemenskapen | Paris, Frankrike                         | 1951-04-18            | 1952-07-23     | 2002-07-23 |
| Fördraget om ändring av fördraget om upprättandet av Europeiska kol- och stålgemenskapen                                                              | Ändrade tidigare fördrag Anpassade EKSG-fördraget till att Saarland överfördes från Frankrike till Tyskland | Luxemburg, Luxemburg                     | 1956-10-27            | 1957-01-01     | 2002-07-23 |
| Fördraget om upprättandet av Europeiska ekonomiska gemenskapen                                                                                        | Upprättade Europeiska ekonomiska gemenskapen | Rom, Italien                             | 1957-03-25            | 1958-01-01     | i kraft    |
| Fördraget om upprättandet av Europeiska atomenergigemenskapen                                                                                         | Upprättade Europeiska atomenergigemenskapen | Rom, Italien                             | 1957-03-25            | 1958-01-01     | i kraft    |
| Konventionen om vissa gemensamma institutioner för Europeiska gemenskaperna                                                                           | Ändrade tidigare fördrag Upprättade en gemensam församling, en gemensam domstol och en gemensam ekonomisk och social kommitté                                                                                                  | Rom, Italien                             | 1957-03-25            | 1958-01-01     | 1999-05-01 |
| Protokollet om Nederländska Antillerna | Gjorde Nederländska Antillerna till ett utomeuropeiskt land och territorium | Bryssel, Belgien                         | 1962-11-13            | 1964-10-01     | i kraft    |
| Fusionsfördraget | Ändrade tidigare fördrag Ett enda råd och en enda kommission inrättades för Europeiska gemenskaperna | Bryssel, Belgien                         | 1965-04-08            | 1967-07-01     | 1999-05-01 |
| Första budgetfördraget | Ändrade tidigare fördrag Gav begränsade budgetbefogenheter till Europaparlamentet | Luxemburg, Luxemburg                     | 1970-04-22            | 1971-01-01     | i kraft    |
| Anslutningsfördraget 1972 | Utvidgade samarbetet till Danmark, Irland och Storbritannien | Bryssel, Belgien                         | 1972-01-22            | 1973-01-01     | i kraft    |
| Fördraget om ändring av vissa bestämmelser i protokollet om Europeiska investeringsbankens stadga                                                     | Ändrade protokollet om Europeiska investeringsbankens stadga | Bryssel, Belgien                         | 1975-07-10            | 1977-10-01     | i kraft    |
| Andra budgetfördraget | Ändrade tidigare fördrag Utökade budgetbefogenheter till Europaparlamentet. Inrättade en revisionsrätt. | Bryssel, Belgien                         | 1975-07-22            | 1977-06-01     | i kraft    |
| Anslutningsfördraget 1979 | Utvidgade samarbetet till Grekland | Aten, Grekland                           | 1979-05-28            | 1981-01-01     | i kraft    |
| Grönlandsfördraget | Grönlands utträde ur Europeiska gemenskaperna | Bryssel, Belgien                         | 1984-03-13            | 1985-01-01     | i kraft    |
| Anslutningsfördraget 1985 | Utvidgade samarbetet till Portugal och Spanien | Lissabon, Portugal Madrid, Spanien       | 1985-06-12            | 1986-01-01     | i kraft    |
| Europeiska enhetsakten | Ändrade tidigare fördrag Inrättade den inre marknaden och europeiska politiska samarbetet | Luxemburg, Luxemburg Haag, Nederländerna | 1986-02-17 1986-02-28 | 1987-07-01     | i kraft    |
| Fördraget om Europeiska unionen | Upprättade Europeiska unionen Ändrade tidigare fördrag EEG blev Europeiska gemenskapen. Gemensamma utrikes- och säkerhetspolitiken samt rättsliga och inrikes frågor inrättades.                                               | Maastricht, Nederländerna                | 1992-02-07            | 1993-11-01     | i kraft    |
| Akten om ändring av protokollet om Europeiska investeringsbankens stadga som ger befogenhet åt bankens råd att upprätta en europeisk investeringsfond | Etablerade en europeisk investeringsfond | Bryssel, Belgien                         | 1993-03-25            | 1994-05-01     | i kraft    |
| Anslutningsfördraget 1994 | Utvidgade samarbetet till Finland, Sverige och Österrike | Korfu, Grekland                          | 1994-06-24            | 1995-01-01     | i kraft    |
| Amsterdamfördraget | Ändrade tidigare fördrag Inrättade höga representanten, överförd makt från RIF till EG och införlivade Schengenregelverket inom unionens ramar.                                                                                | Amsterdam, Nederländerna                 | 1997-10-02            | 1999-05-01     | i kraft    |
| Nicefördraget | Ändrade tidigare fördrag Förberedde unionen för den kommande utvidgningen. | Nice, Frankrike                          | 2001-02-26            | 2003-02-01     | i kraft    |
| Anslutningsfördraget 2003 | Utvidgade samarbetet till Cypern, Estland, Malta, Lettland, Litauen, Polen, Slovakien, Slovenien, Tjeckien och Ungern. | Aten, Grekland                           | 2003-04-16            | 2004-05-01     | i kraft    |
| Anslutningsfördraget 2005 | Utvidgade samarbetet till Bulgarien och Rumänien | Luxemburg, Luxemburg                     | 2005-04-25            | 2007-01-01     | i kraft    |
| Lissabonfördraget | Ändrade tidigare fördrag Skapade Europeiska rådets ordförande], förstärkte den gemensamma utrikes- och säkerhetspolitiken, avskaffade pelarstrukturen, utvidgade parlamentets makt och användningen av kvalificerad majoritet. | Lissabon, Portugal                       | 2007-12-13            | 2009-12-01     | i kraft    |
| Europeiska unionens stadga om de grundläggande rättigheterna                                                                                          | Debuterade som bindande grundfördrag | Lissabon, Portugal                       | 2007-12-13            | 2009-12-01     | i kraft    |
| Protokollet om Europaparlamentets sammansättning | Ändrade antalet mandat i Europaparlamentet | Bryssel, Belgien                         | 2010-06-23            | 2011-12-01     | i kraft    |
| Europeiska rådets beslut om ändring av artikel 136 i EUF-fördraget                                                                                    | Ändrade artikel 136 för att tillåta införandet av Europeiska stabilitetsmekanismen. | Bryssel, Belgien                         | 2011-03-25            | 2013-05-01     | i kraft    |
| Anslutningsfördraget 2011 | Utvidgade samarbetet till Kroatien | Bryssel, Belgien                         | 2011-12-09            | 2013-07-01     | i kraft    |
| Protokollet om det irländska folkets oro rörande Lissabonfördraget                                                                                    | Formaliserade undantag för Irland | Bryssel, Belgien                         | 2012-05-16            | 2014-12-01     | i kraft    |
| Avtalet om Storbritanniens utträde ur Europeiska unionen                                                                                              | Reglerade villkoren för Storbritanniens utträde ur unionen | Bryssel, Belgien                         | 2020-01-24            | 2020-02-01     | i kraft    |

## Avslagna fördrag

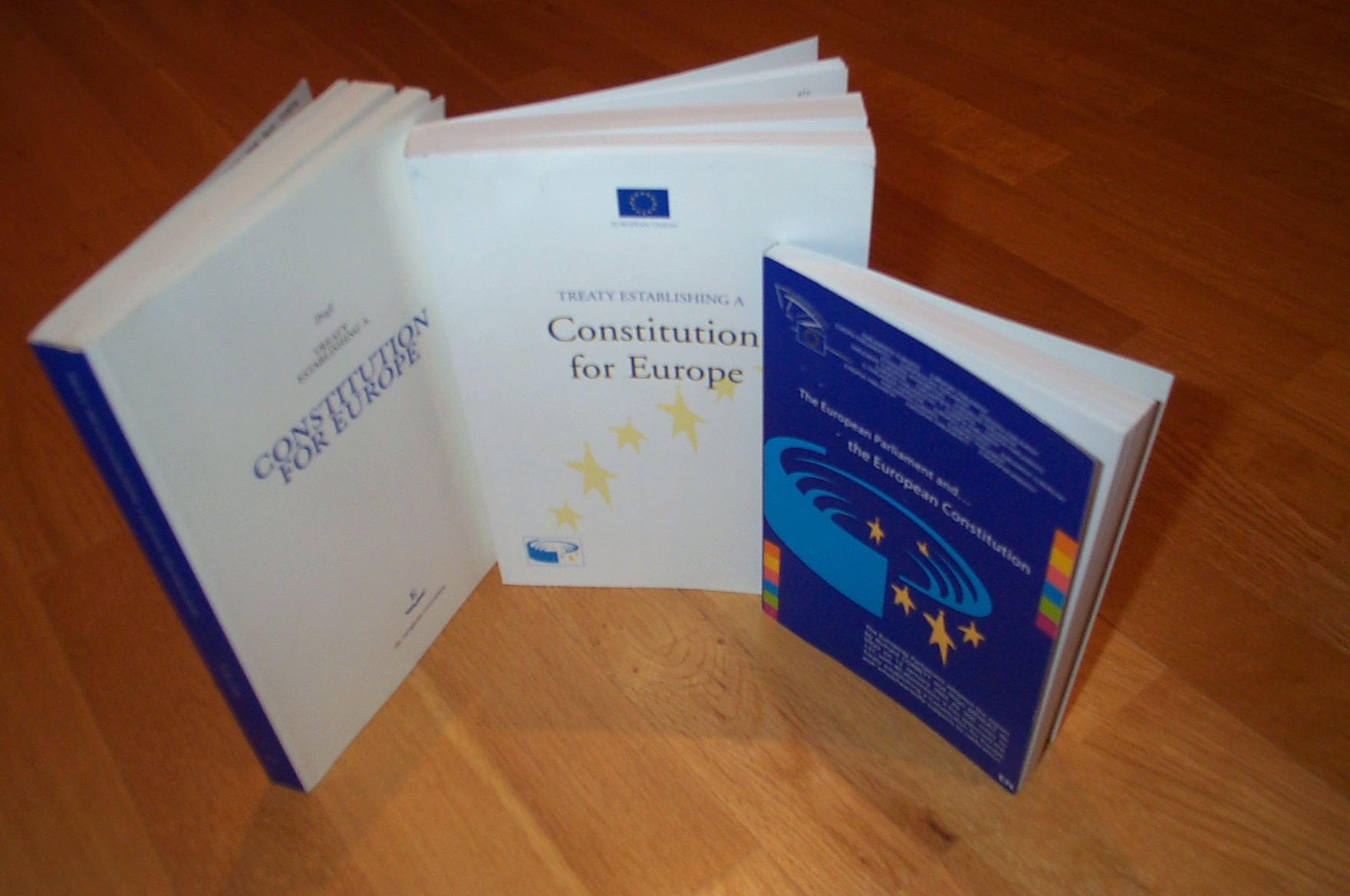
Europeiska konstitutionen var tänkt att ersätta de tidigare fördragen.

Vid två tillfällen har ett förslag till fördrag dragits tillbaka efter att inte ha ratificerats av medlemsstaterna i enlighet med deras konstitutionella bestämmelser. Det första fördraget som avslogs var fördraget om upprättandet av Europeiska försvarsgemenskapen, som röstades ned av franska nationalförsamlingen i mitten av 1950-talet. Fördraget skulle innebära att en europeisk försvarsallians upprättades mellan medlemsstaterna i Europeiska kol- och stålgemenskapen, men franska parlamentet misstyckte av olika skäl.
Det andra fördraget som röstades ned var fördraget om upprättande av en konstitution för Europa, ”Europeiska konstitutionen”, av franska och nederländska väljare i två folkomröstningar 2005. Resultatet innebar att fördraget fick omarbetas och istället tillkom Lissabonfördraget som innehöll i stort alla planerade nya befogenheter, dock utan en del symboliska skrivningar om flaggan och EU-hymnen mm. En skillnad var dock att Europeiska konstitutionen skulle ha ersatt i princip alla föregående grund-, ändrings- och anslutningsfördrag. Lissabonfördraget blev däremot till formen ett traditionellt ändringsfördrag, som inte ersatte tidigare gällande fördrag.